# Claude III de L'Aubespine, seigneur d'Hauterive
Pour les articles homonymes, voir Aubespine et Châteauneuf.
Claude III de L'Aubespine, seigneur d'Hauterive, est un homme d'État et diplomate français né  en 1544 et mort le 11 septembre 1570.

## Biographie
Claude III de L’Aubespine est le fils ainé de Claude II de L’Aubespine, secrétaire d'État et de Marie fille de Guillaume Bochetel.
Né en 1544, il est pourvu de la charge de secrétaire d’État en survivance de son père (26 mars 1560) à laquelle il renoncera en 1567. Ambassadeur de France en Espagne de mai à juin 1567, il devient secrétaire d'État en remplacement de Jacques Bourdin de Villaine, son oncle maternel du 8 juillet 1567 à septembre 1570.
Il épouse par contrat du 27 septembre 1567 Marie Clutin d’Oisel (née vers 1556), fille de Henri (né en 1515, mort à Rome le 20 juin 1566), seigneur d'Oisel et de Villeparisis, de Saint-Aignan (20 novembre 1553).
Claude III de L’Aubespine décède le 11 septembre 1570 à l'âge de 26 ans.